# Who's Boss?
Who's Boss? é uma curta-metragem muda norte-americana de 1914, do gênero comédia, com Oliver Hardy.

## Elenco
- Harry Lorraine - Sam Briggs
- Mae Hotely - Sue Briggs
- Billy Bowers - Clancey
- Ben Walker - Pat Murphy
- Oliver Hardy - (como Babe Hardy)